# Anadenobolus consociatus
Anadenobolus consociatus är en mångfotingart som först beskrevs av Pocock 1894.  Anadenobolus consociatus ingår i släktet Anadenobolus och familjen Rhinocricidae. Inga underarter finns listade i Catalogue of Life.